# Поддержка (фильм)
«Поддержка» (англ. Undertow) — фильм нуар режиссёра Уильяма Касла, который вышел на экраны в 1949 году.
Фильм рассказывает историю бывшего гангстера Тони Ригана (Скотт Брейди), который возвращается домой после службы в армии, собираясь жениться и начать тихую жизнь в качестве совладельца пансионата недалеко от Рино. Однако его обвиняют в убийстве чикагского криминального босса, который является дядей его возлюбленной (Дороти Харт). В результате Тони вынужден скрываться и одновременно провести самостоятельное расследование, в котором ему помогают детектив и друг детства (Брюс Беннетт), а также новая случайная знакомая (Пегги Дау), с которой после разоблачения настоящих преступников он решает связать свою жизнь.
Этот недорогой фильм категории В получил высокую оценку критики благодаря умелой режиссуре Касла, а также качественным натурным съёмкам в Рино и Чикаго.
Это второй фильм в карьере будущей кинозвезды Рока Хадсона и первый фильм, в котором его имя было упомянуто в титрах.

## Сюжет
Тони Риган (Скотт Брейди) после семи лет армейской службы приезжает в город Рино, где покупает половину расположенного неподалёку небольшого пансионата у отца своего погибшего на фронте товарища. После оформления покупки Тони сталкивается на улице с Дэнни Морганом (Джон Расселл), своим старым другом ещё по тем временам, когда они вместе работали в Чикаго на своего босса, гангстера по имени Большой Джим Ли. Дэнни, который теперь управляет принадлежащим Большому Джиму казино, предлагает Тони работу, однако тот отказывается, заявляя, что давно вышел из «бизнеса» и теперь собирается жить на природе, занимаясь охотой и рыболовством. Но перед этим он собирается съездить в Чикаго, чтобы сделать предложение своей возлюбленной Сэлли Ли (Дороти Харт), которая является племянницей и подопечной Большого Джима. Тони показывает обручальное кольцо, которое он купил для Сэлли, в ответ на это Дэнни говорит, что тоже собирается жениться, показывая купленное им обручальное кольцо. Пока Дэнни уходит по делам, Тони прогуливается по игровому залу казино, где случайно знакомится с молодой привлекательной девушкой Энн Макнайт (Пегги Дау), которой помогает выиграть за столом в кости 120 долларов. На следующий день Тони отправляется самолётом в Чикаго, неожиданно обнаруживая, что тем же рейсом летит и Энн. Тони и Энн, которая оказывается школьной учительницей, проводят полёт за приятной беседой, выясняя, что у них немало общих интересов, однако Энн заметно расстраивается, когда Тони сообщает, что направляется в Чикаго, чтобы сделать предложение своей девушке.
В аэропорту Чикаго Тони предлагает Энн подвезти её до дома, однако прямо на лётном поле его останавливает друг детства, а ныне детектив полиции Чарльз «Чак» Реклинг (Брюс Беннетт), который сообщает, что его шеф, капитан, Кэрриган (Томас Браун Хенри), хочет немедленно видеть Тони в своём кабинете. В полицейском участке Керриган, которого кто-то заранее оповестил о прибытии Тони в город, напоминает Тони, что семь лет назад Большой Джим фактически выгнал его из города после серьёзного конфликта, так как не хотел, чтобы Сэлли выходила замуж за кого-либо из людей, связанным с преступным бизнесом. Опасаясь, что старый конфликт разгорится с новой силой, Керриган настойчиво советует Тони немедленно покинуть город. Когда Тони отказывается его слушать и демонстративно уходит, Керриган поручает одному из своих людей проследить за ним. Быстро оторвавшись от слежки в сложном переходе между станциями метро, Тони селится в гостинице, откуда звонит Сэлли, договариваясь с ней о встрече у Букингемского фонтана. При встрече озабоченная Сэлли уговаривает Тони бежать, чтобы избежать конфликта с Большим Джимом, однако Тони твёрдо намерен поговорить с её дядей, чтобы снять все спорные моменты в их отношениях, так как порвал с преступным бизнесом.
Тем же вечером, когда Тони подходит к дому Большого Джима, двое мужчин набрасываются не него и бьют по голове, в результате чего Тони теряет сознание. Он приходит в себя в вытянутом забетонированном коридоре, где двое мужчин завязывают ему глаза, стреляют в руку чуть повыше кисти, а затем колют что-то, в результате чего Тони впадает в полу-бессознательное состояние. Мужчины перетаскивают Тони в автомобиль, отвозят в пустынное место и имитируют автоаварию, пересаживая всё ещё невменяемого Тони за руль. Когда Тони, наконец, приходит в себя, то видит, что рядом с ним лежит пистолет. Он подъезжает к расположенному рядом открытому кафе, чтобы вызвать врача, и в этот момент слышит из припаркованной полицейской машины информацию на полицейской волне о том, что был убит Большой Джим, и в связи с этим убийством полиция разыскивает Тони Ригана. К машине Тони подходит официант, однако увидев кровоточащую руку Тони и оружие на сиденье, он поднимает шум, в результате чего Тони вынужден срочно бежать, бросив машину. Он заходит в аптеку, где покупает медикаменты и пытается дозвониться до Сэлли, которой нет дома, а затем до одного из старых друзей, однако к тому в дом уже нагрянула полиция. Вырвав из телефонной книги страницу с адресом Энн, Тони направляется к ней домой, так как она оказывается единственным знакомым человеком в городе, о его связи с которой никому не известно.
Энн сразу верит в невиновность Тони и оставляет его на ночь. Тони понимает, что должен найти убийцу Большого Джима, иначе осудят его. На следующее утро он с помощью Энн договаривается с Сэлли о тайной встрече у Букингемского фонтана, во время которой безрезультатно пытается выяснить у неё, кто мог убить её дядю. Тогда Тони приходит домой к Чаку, где, направив на него оружие, просит помочь доказать свою невиновность. Чак обещает ему сопоставить в лаборатории следы крови на месте преступления с кровью Тони на его платке, а также проследить историю пистолета, который оказался у Тони. Оставив Чаку оружие, Тони приезжает к Дэнни, который только что прибыл из Рино. В подземном гараже его многоквартирного дома Тони сталкивается со здоровым чёрным мужчиной по имени Джин (Дэн Фернил), который работал на Большого Джима и был искренне ему предан. Зная, что Тони подозревается в убийстве его босса, Джин набрасывается на парня, начинает избивать его, и только появление Дэнни спасает Тони от тяжёлых травм. Поднявшись к Дэнни в квартиру, Тони расспрашивает его от том, что мог убить Большого Джима, однако тот лишь отвечает, что у такой крупной фигуры, как Большой Джим было много врагов, и многие из них способны на убийство. После ухода Тони из соседней комнаты появляется Сэлли, у которой, как выясняется, роман с Дэнни. Именно они вместе спланировали и осуществили убийство Большого Джима, чтобы иметь возможность пожениться и при этом заполучить богатое наследство гангстера. А Тони как раз оказался тем человеком, на которого было удобно свалить это преступление, учитывая его конфликт с Большим Джимом семь лет назад.
Вернувшись в дом Энн, Тони звонит Чаку, чтобы узнать результаты анализа крови, выясняя, что у него та же группа крови, что и у убийцы. Чак также сообщает, что оружие убийства нигде не было зарегистрировано, и потому его путь проследить невозможно. Вместе с тем, детектив обращает внимание на то, что оружие было в отличном состоянии. При этом отпечатки Тони были только на рукоятке, однако ни на стволе, ни на внутренних деталях его отпечатков не было, из чего можно заключить, что оружие Тони могли подбросить. Чак делится этими соображениями с капитаном Керриганом, высказывая версию, что Тони могли подставить, однако у капитана это вызывает обратную реакцию. Обвинив Чака в том, что он пытается выгородить своего старого друга и потому своевременно не доложил о встрече с Тони, Керриган решает временно отстранить его от работы. Несмотря на отстранение, Чак решает провести собственное расследование. Он знает, что полиция пытается выйти на след Тони, проверяя адреса на странице, вырванной из телефонной книги. Вспомнив о том, что Тони по прибытии в Чикаго прощался с какой-то девушкой, Чак решает сопоставить списки пассажиров самолёта с именами людей в телефонной книге, догадываясь, что Тони скорее всего скрывается у Энн. Придя к Энн домой, Чак показывает Тони подробную карту городской территории вокруг дома Большого Джима, вычисляя по ней приблизительное расположение бетонного помещения, в котором могли держать Тони. Составив список адресов, где могут быть такие помещения, Чак и Энн осматривать указанные дома. Тем временем Тони заезжает в дом Большого Джима, где встречает Сэлли и Дэнни, которого просит помочь в поисках искомой комнаты. Во время разговора Тони замечает на пальце у Сэлли обручальное кольцо, которое демонстрировал ему Дэнни в Рино. Не подавая вида, Тони направляется вместе с Дэнни и двумя его подчинёнными, Стоунером (Роберт Андерсон) и Фростом (Грегг Мартелл) по адресам из списка, первым из которых оказывается дом Дэнни. В подземном гараже они встречают Чака, который обнаружил здесь комнату, которая соответствует описанию Тони. Понимая, что он на грани разоблачения, Дэнни и его люди наставляют оружие на Тони и Чака. Увидев в гараже Джина, Тони начинает громким голосом обвинять Дэнни в убийстве Большого Джима, описывая, как тот совершил преступление. Улучив момент, Тони набрасывается на Стоунера, в результате чего начинается потасовка, в ходе которой Тони и Чак в итоге разоружают Стоунера и Фроста. Тем временем Джин преследует Дэнни, и несмотря на то, что получает две пули в живот, загоняет того в тёмную комнату, где его убивает. Когда всё успокаивается, Энн и Тони строят планы счастливой совместной жизни в пансионате недалеко от Рино.

## В ролях
- Скотт Брейди — Тони Риган
- Джон Расселл — Дэнни Морган
- Дороти Харт — Сэлли Ли
- Пегги Дау — Энн Макнайт
- Брюс Беннетт — Реклинг
- Грегг Мартелл — Фрост
- Роберт Андерсон — Стоунер
- Дэн Фернил — Джин
- Рок Хадсон — детектив
- Чарльз Шерлок — Купер
- Энн П. Крамер — Кларк
- Роберт Истон — Фишер

## Создатели фильма и исполнители главных ролей
Как пишут историки кино Адам Лаунсбери и Грегори Мешман, сегодня Уильяма Касла «более всего помнят как мистификатора и создателя странных фильмов ужасов, продававшего свои фильмы публике с помощью блестящих рекламных трюков». К числу наиболее памятных его работ в этом ключе относятся картины «Мрак» (1958), «Колющий» (1959), «Дом ночных призраков» (1959), «13 привидений» (1960), «Мистер Сардоникус» (1961) и «Убийственный» (1961). Однако, по словам критиков, многие забывают о том, что ещё до «Мрака» Касл был плодотворным и надёжным постановщиком малобюджетных фильмов для крупных кинокомпаний. С 1944 по 1947 год он работал по контракту на студии Columbia Pictures, где поставил несколько фильмов из киносериалов про Свистуна и про Криминального доктора, а также сильный нуар категории В «Когда незнакомцы женятся» (1944) с Робертом Митчемом и Ким Хантер в главных ролях. В 1949 году по контракту с Universal в 1949 году Касл поставил ещё два нуара — «Джонни-стукач» и «Поддержка».
Главную роль в картине исполнил Скотт Брейди, который был младшим братом популярного актёра Лоуренса Тирни. Пойдя по стопам своего брата, Брейди сделал успешную голливудскую карьеру, сыграв в таких памятных фильмах нуар, как «Кэнон-Сити» (1948), «Он бродил по ночам» (1948) и «Порт Нью-Йорка» (1949), а чуть позднее — в вестерне «Джонни Гитара» (1954). Начиная с 1950-х годов, Брейди работал главным образом на телевидении, в частности, сыграл главную роль в 78 эпизодах детективного вестерна «Стрелок Слейд» (1959—1961). Джон Расселл, который начал свою кинокарьеру в 1947 году, добился наибольшего признания ролями в телевизионных вестернах, особенно благодаря телесериалу «Представитель закона» (1958-62), в 156 эпизодах которого он сыграл главную роль маршала Дэна Тропа.
Дороти Харт сыграла в нескольких памятных фильмах нуар, среди которых классическая картина жанра «Обнажённый город» (1948), а также такие малобюджетные ленты, как «Кража» (1948), «История Молли Икс» (1949), «Один неверный шаг» (1949), «За стеной» (1950) и «Я был коммунистом для ФБР» (1951).
За свою непродолжительную актёрскую карьеру, охватившую период с 1949 по 1951 год, Пегги Дау успела сыграть в 10 фильмах, среди них фильмы нуар, «Женщина в бегах» (1950), «Вымогательство» (1950) и «Спящий город» (1950), а также в комедии «Харви» (1950) с Джеймсом Стюартом в главной роли и послевоенной мелодраме «Блестящая победа» (1951). В 1951 году она вышла замуж за богатого нефтяника из Талсы и ушла из кинобизнеса.
Эта картина была первой, где в титрах появилось имя Рока Хадсона, который вскоре станет звездой. Этот фильм стал дебютом в кино для известного в дальнейшем характерного актёра Роберта Истона.

## История создания фильма
Рабочими названиями фильма были «Подстава» (англ. Frame-Up) и «Большая подстава» (англ.  The Big Frame).
Некоторые сцены фильма снимались на натуре в городе Рино, штат Невада, а также в Чикаго.

## Оценка фильма критикой

### Общая оценка фильма
Несмотря на сравнительную малоизвестность картины, современные критики оценивают её в целом положительно. В частности, на неё обратил внимание Спенсер Селби, назвав «пугающей историей о вернувшемся ветеране войны, которого подставляют в убийстве криминального босса, после чего он вступает в гонку со временем, чтобы доказать свою невиновность». Майкл Кини отметил, что «фильм хорошо смотрится благодаря увлекательной игре Брейди, хотя и не сложно догадаться, кто является преступником». Как написал Адам Лаунсбери, в фильмах конца 1940-х годов набрала популярность тема о только что вернувшихся с воинской службы хороших парнях, которых подставляют в убийстве, в результате чего они вынуждены бежать как от копов, так и от плохих парней, и данном случае «сценарий Хормана и Лёба довольно стандартен. Он по-своему хорош, но мало отличается от многих других нуаров категории В о невиновном человеке в бегах». Тем не менее, по мнению Лаунсбери, «фильм заслуживает внимания по нескольким причинам. Во-первых, это великолепная постановка. Касл знал, как делать увлекательные, быстрые фильмы, и „Поддержка“ — один из его лучших фильмов 1940-х годов». Во-вторых, фильм стоит смотреть из-за «натурных съёмок в Рино и Чикаго, что является редкостью для 70-минутных недорогих фильмов категории В». В этой картине «Касл делает больше, чем просто бросает несколько общих планов, указывающих на место действия». В частности, приехав в Чикаго, Тони селится в исторической гостинице The Palmer House Hilton, затем пытается оторваться от полицейского хвоста на железнодорожной пересадке South Wabash Avenue, после чего две сцены фильма происходят у Букингемского фонтана — сначала Тони встречается с Энн, а затем с Сэлли около Аквариума Шедда, где «люди на заднем плане совсем не похожи на голливудских статистов». И, наконец, как считает Лаунсбери, третья причина «смотреть фильм — это порой выдающаяся нуаровая операторская работа Касла и его операторов Ирвинга Глассберга и Клиффорда Стайна. Натурные съёмки отлично передают атмосферу картины и увлекательны с исторической точки зрения, однако ключевыми в фильме всё-таки становятся такие сцены, как кульминационная погоня по тёмному коридору».

### Оценка актёрской игры
Грегори Мешман, отмечает, что в главных мужских ролях в фильме заняты Скотт Брейди и Джон Расселл, которые позднее станут известны как «постоянные актёры вестернов в кино и на телевидении», а «роли их романтических партнёрш в этой сложной истории предательства, обмана, мафии и девушек» сыграли Дороти Харт и Пегги Дау.
По словам Хэла Эриксона, «Скотт Брейди исполнил главную роль бывшего игрока, который только что вернулся с военной службы. Он более не интересуется ставками и азартными играми, и решил открыть горный пансионат». По мнению Лаунсбери, в этой картине «Брейди настолько сильно напоминает своего старшего брата Лоуренса Тирни, что неподготовленный зритель может их легко спутать. Однако, в то время как Тирни с лёгкостью входил в роли отвратительных социопатов, Брейди излучал общую атмосферу порядочности. И хотя его работы не столь запоминающиеся, как у его брата, тем не менее, Брейди идеален для того типа ролей, которую он сыграл в этом фильме».
Кини положительно оценивает игру как Брейди, так и Расселла, а также Пегги Дау в роли «школьной учительницы, которая помогает военному ветерану в бегах найти настоящего убийцу, по ходу действия влюбляясь в него», и Дороти Харт, «которая играет племянницу убитого криминального лорда и роковую женщину этой картины».
Как отмечают многие критики, «ещё одна причина смотреть этот фильм — это увидеть Рока Хадсона в совсем небольшой роли чикагского детектива в штатском, который появляется примерно на одну минуту в сцене обсуждения дела с детективом Чаком Реклингом».